# 大竹新助
大竹 新助（おおたけ しんすけ、1916年（大正5年）7月8日 - 1997年（平成9年）7月17日）は、日本の写真家、随筆家。
山形県出身。1938年明治学院高等学部社会学科卒。内務省社会局勤務、以後職を転々とし、日本出版会に勤めるが1945年退職、趣味だった写真を職業とする。文学に関連する写真を多く撮影、自ら文章も書いた。日本ペンクラブ会員。

## 著書
- 『写真・文学散歩 本の中にある風景』社会思想研究会出版部 現代教養文庫、1957
- 『続・写真・文学散歩 本の中にある風景』社会思想研究会出版部 現代教養文庫、1958
- 『写真・路 街道風物誌』社会思想研究会出版部 現代教養文庫、1959
- 『写真・岬 旅と風土』社会思想研究会出版部 現代教養文庫、1960
- 『伊豆・箱根の旅 付・伊豆七島』社会思想研究会出版部、現代教養文庫、1961
- 『暗夜行路・写真譜』青蛙房、1963
- 『歴史のある街』人物往来社、1963
- 『奥の細道』保育社カラーブックス、1965
- 『武蔵野』保育社カラーブックス、1965
- 『詩歌のふるさと』保育社カラーブックス、1966
- 『太宰治』保育社カラーブックス 名作の旅、1971
- 『石川啄木』保育社カラーブックス 名作の旅、1975
- 『うたのふるさと 1 (詩のあけぼの)』さ・え・ら書房、1976
- 『うたのふるさと 2 (口語自由詩と<赤い鳥>)』さ・え・ら書房、1976
- 『うたのふるさと 3 (現代詩のとびら開く)』さ・え・ら書房、1977
- 『うたのふるさと 4 (現代詩)』さ・え・ら書房、1977
- 『うたのふるさと 5 (短歌と俳句の歩み)』さ・え・ら書房、1977
- 『うたのふるさと 別巻 (戦後の詩歌)』さ・え・ら書房、1978
- 『名作のふるさと 1 (近代文学の夜明け)』さ・え・ら書房、1979
- 『名作のふるさと 2 (自然主義と私小説)』さ・え・ら書房、1979
- 『名作のふるさと 3 (新しいロマンと理想)』さ・え・ら書房、1979
- 『名作のふるさと 4 (生活に根ざして)』さ・え・ら書房、1980
- 『名作のふるさと 5 (混乱の中の文学)』さ・え・ら書房、1980
- 『名作のふるさと 6 (戦後の文学)』さ・え・ら書房、1980
- 『私の文学紀行・作家の墓碑』立風書房、1986
- 『文学の中の風景』メディア・パル、1990

## 参考
- 『日本近代文学大事典』講談社、1984
- 『文藝年鑑』2004